# Lukas Johannes Meyer
Pour les articles homonymes, voir Meyer.
Lucas Johannes Meyer (19 novembre 1846 à Sandrivier (en) – 8 août 1902 à Bruxelles) fut un général boer et le président de la république de courte durée de la Nieuwe Republiek, et dirigeant de sa capitale, Vryheid. 
Après l'intégration de la Nieuwe Republiek dans la république d'Afrique du Sud (ou Transvaal), Meyer choisit d'intégrer le Volksraad van die Zuid-Afrikaansche Republiek, le parlement de la République. Il prit part à diverses batailles de la seconde guerre des Boers, et fut au nombre des signataires du traité de Vereeniging consacrant la fin de la guerre en avril 1902.
Il mourut en août 1902, et fut enterré à Vryheid.